# Omocestus bolivari
Omocestus bolivari är en insektsart som beskrevs av Lucien Chopard 1939. Omocestus bolivari ingår i släktet Omocestus och familjen gräshoppor. Inga underarter finns listade i Catalogue of Life.